# گرادو (فریولی-ونتسیا جولیا)
گرادو (فریولی-ونتسیا جولیا) (به ایتالیایی: Grado, Friuli-Venezia Giulia) یک کومونه در ایتالیا است که در استان گوریتزیا واقع شده‌است.

## خصوصیات
گرادو ۱۱۴ کیلومترمربع مساحت و ۸٬۶۵۰ نفر جمعیت دارد و ۲ متر بالاتر از سطح دریا واقع شده‌است.

## خواهرخوانده
شهرهای Sankt Lorenzen bei Knittelfeld و Feistritz bei Knittelfeld خواهرخوانده‌های گرادو (فریولی-ونتسیا جولیا) هستند.

## نگارخانه

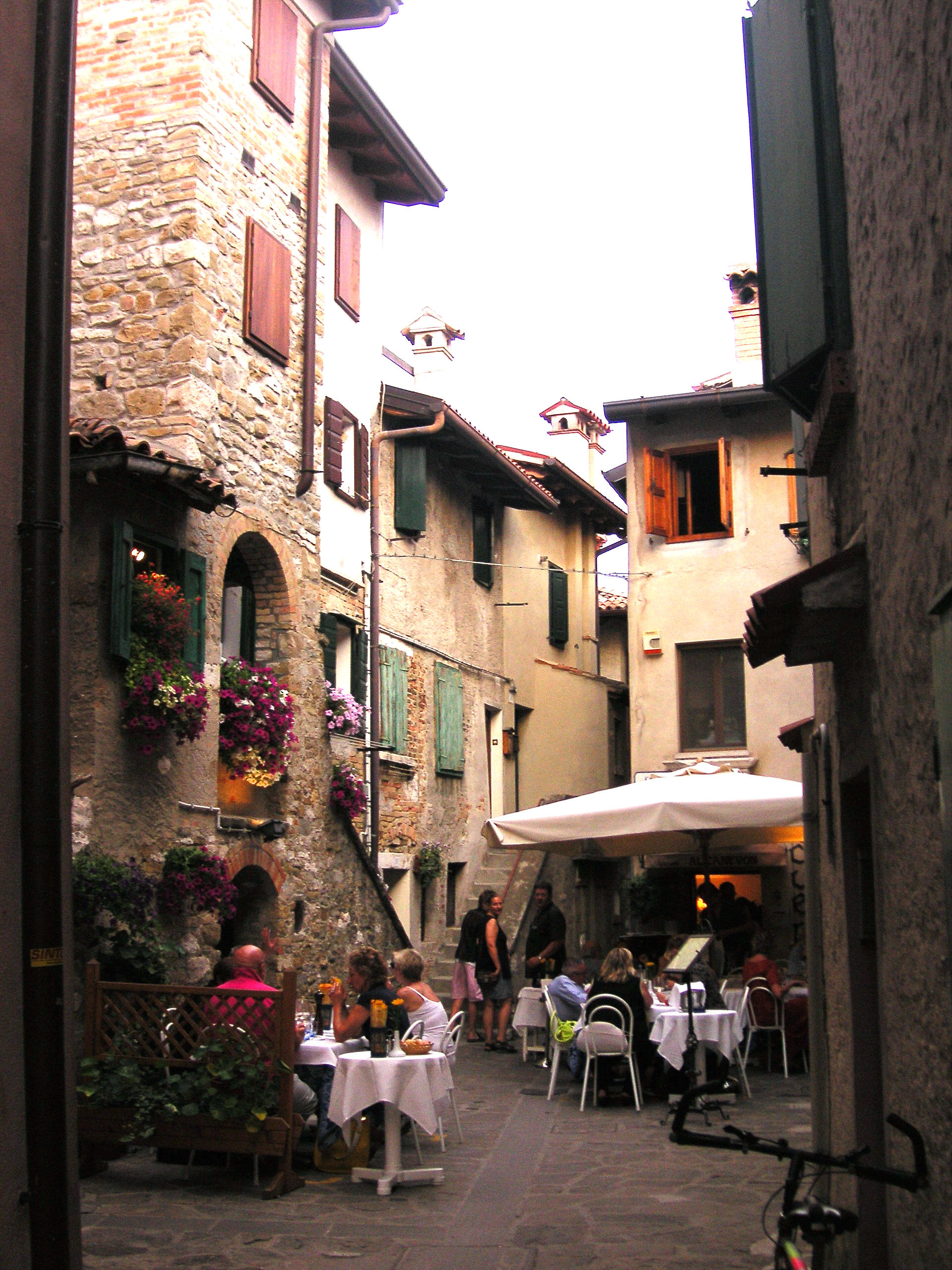
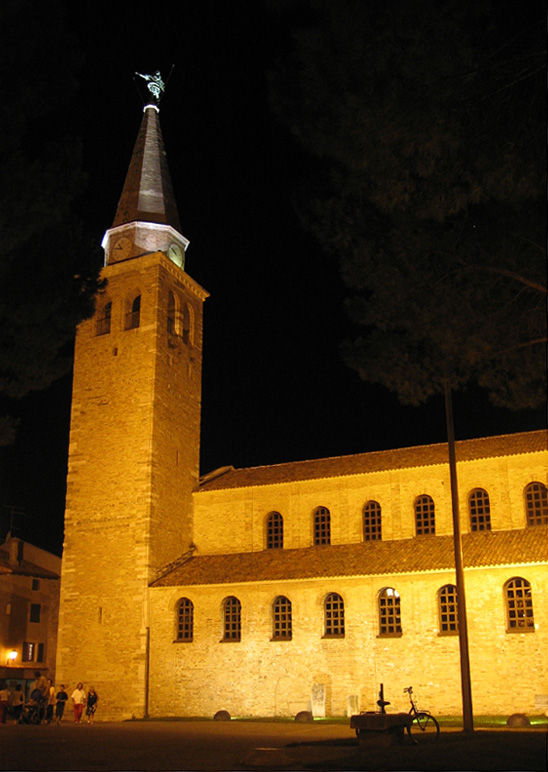
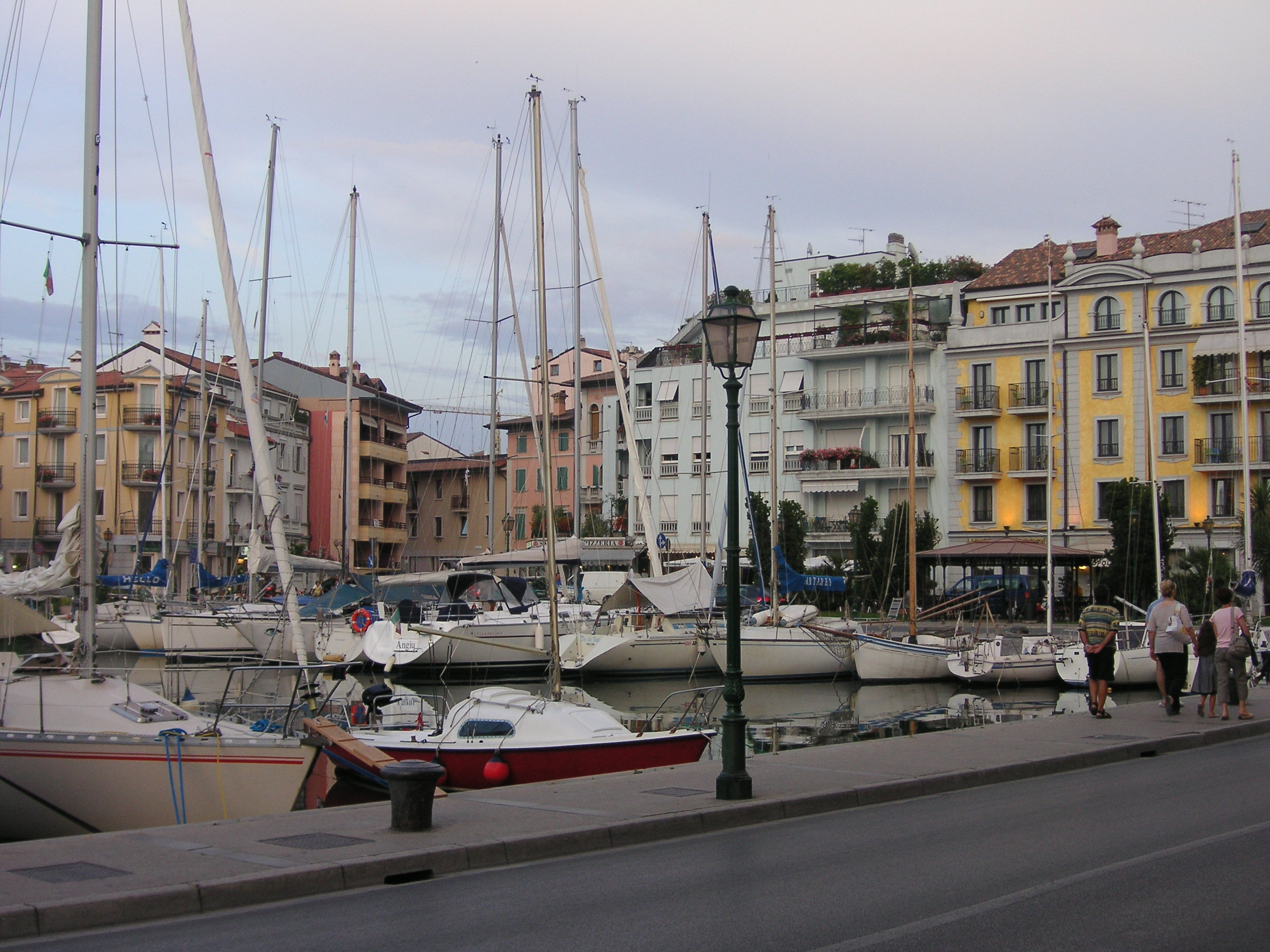
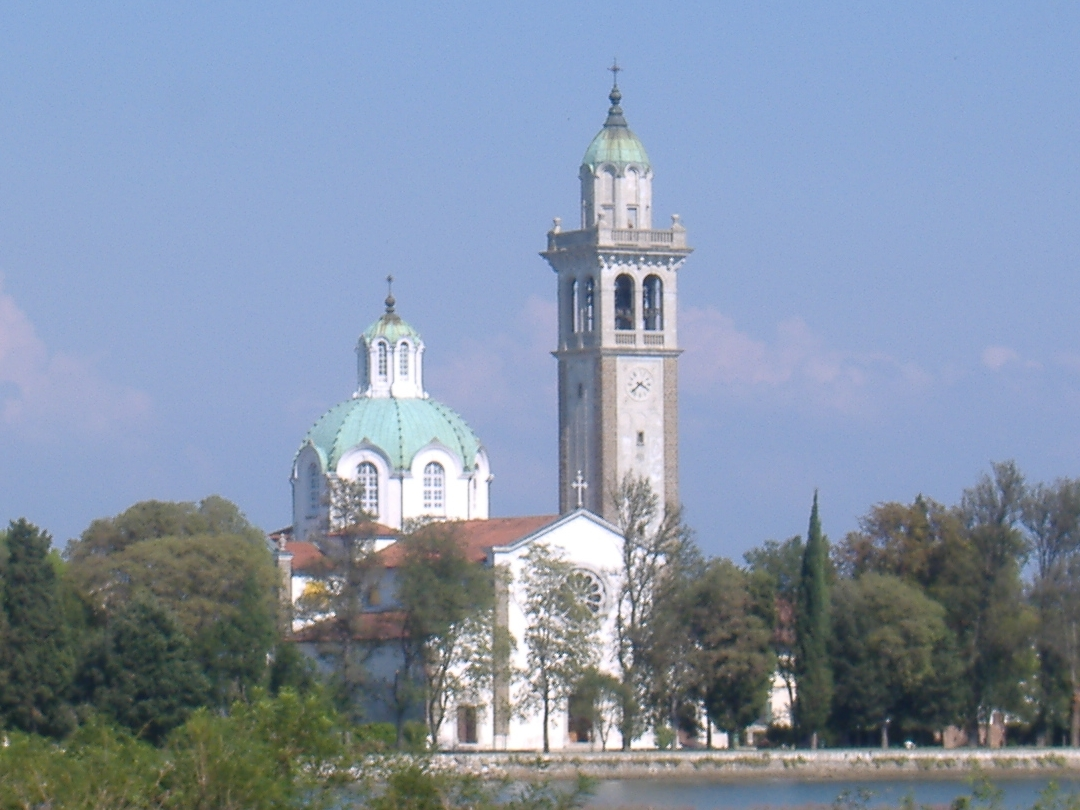
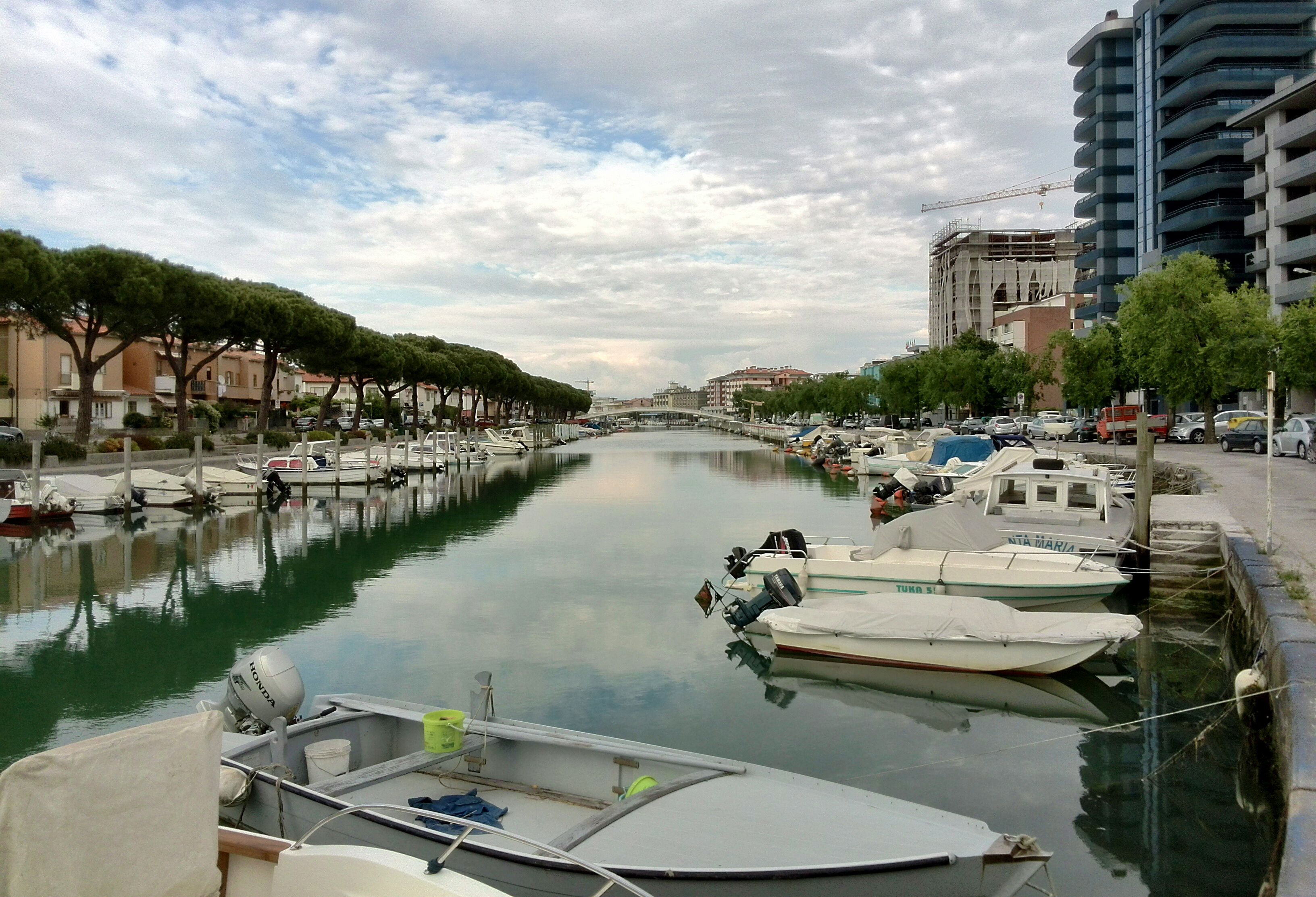